# Акоп Джугаеци
Акоп Джугаеци — армянский художник-миниатюрист конца XVI начала XVII века, виднейший из представителей Джульфинской школы миниатюры

## Биография
Акоп Джугаеци происходил из города Джуги расположенного на Араксе, являлся последним крупным армянским миниатюристом средневековья. Сведений о его жизни сохранилось немного. Это в основном скупая информация, которую художник оставлял в памятных записях своих манускриптов. Согласно средневековой традиции, он не сообщает подробных сведений о себе: мастера книги указывали обычно лишь свои имена, имена заказчиков, время и место изготовления рукописи и сведения исторического характера.
Жил и работал художник в один из самых тяжелых периодов армянской истории, когда Армения была ареной военных действий между Ираном и Османской Турцией. В результате этого противостояния был разрушен его родной город Джуга, а сам Акоп вместе с другими жителями этого богатого и процветавшего армянского города были выселены в Иран.

## Творчество
Талант Акопа Джугаеци отмечен оригинальностью и экспрессией, его работы отличаются необыкновенной тонкостью рисунка, яркостью красок и высоким мастерством. Благодаря творчеству мастера из Джуги в армянском искусстве появились черты нового, более светского подхода к религиозной теме: события истории он зачастую пытался представить как сцены окружающей его жизни, а изображенные им святые больше похожи на грубоватых простолюдинов, чем на героев евангелия. Благодаря более свободному отношению к средневековым канонам и светскому осмыслению священной истории в его творчестве проявились симптомы нового художественного мировоззрения, которые он выразил посредством своеобразного изобразительного языка.
Его яркая живопись не имеет аналогий ни в работах современных ему миниатюристов, ни в произведениях мастеров предыдущих эпох. Нередко сцены в работах художника, доведенные почти до гротеска исполнены в насыщенном колорите на золотом фоне с привнесением реальных деталей.
Ни в одной из школ армянской книжной живописи на всем протяжении её многовекового развития не встречается такая высокая звучность и силы цвета, такая декоративная праздничность художественного строя, такой свободы в интерпретации священного писания. Акоп Джугаеци создал совершенно особый мир образов, в котором отразилась его неповторимая индивидуальность.

## Изучение
Первый раз имя Акопа Джугаеци было упомянуто в 1919 году Гарегином Овсепяном в связи с иллюстрациями к одной из рукописей «Истории Александра Македонского» Псевдо-Каллисфена, где под миниатюрой, изображающей героя книги, значилось имя миниатюриста. Затем из опубликованного в 1924 году альбома Фредерика Маклера «Documents d’artarmeniens» стало известно Евангелие, украшенное Акопом Джугаеци в 1592 году, из частного собрания в Париже, которое благодаря трактовке сюжетов считается одним из лучших образцов творчества Акопа Джугаеци как для армянского, так и для восточнохристианского и западного искусств.
В двух исследованиях, вышедших конце 30-х годов, — Рубена Дрампяна и Александра Свирина — Акоп Джугаеци на основе хранившегося тогда в Музее изобразительных искусств Армении Евангелия 1610 года выделен как яркая творческая индивидуальность. Следующий шаг в изучении искусства Акопа Джугаеци был сделан Лидия Дурново, которая привлекла все три вышеупомянутые работы художника. Она относит его творчество к Эрзерумской школе которую считает одним из основных компонентов Джульфинской. Виднейшим представителем последней, был Акоп Джугаеци, которого она также связывает с Эрзерумскои школой. Работ Джугаеци сохранилось не так много, во второй половине XX века было найдено несколько новых работ художника, всего же на данный момент известны и изучены 7 рукописей миниатюриста.